# Love, American Style
Love, American Style (Love, American Style o New Love, American Style) è una serie televisiva statunitense in 108 episodi trasmessi per la prima volta nel corso di 5 stagioni dal 1969 al 1974.
È una serie televisiva di tipo antologico in cui ogni episodio rappresenta una storia a sé. Gli episodi sono storie di genere commedia o romantico. Spesso gli stessi attori interpretano personaggi diversi in molti episodi. Molti sono episodi pilota di serie televisive che non avevano superato la fase di test e non erano state acquistate dalle reti televisive o non erano state prodotte. Ogni episodio contiene due o tre storie.
L'episodio 22 della terza stagione Love and the Happy Days generò la serie di grande successo Happy Days. L'episodio 20 della terza stagione Love and the Old-Fashioned Father diede vita alla serie animata Aspettando il ritorno di papà.
Love, American Style deve il suo nome al film di Pietro Germi Divorzio all'italiana (in inglese Divorce Italian Style).

## Attori ricorrenti e guest star
- Charles Bateman
- Milton Berle
- Warren Berlinger
- Phyllis Diller
- Harrison Ford
- Jennifer Gan
- Teri Garr
- Henry Gibson
- Sandra Gould
- Davy Jones
- Rich Little
- Tina Louise
- Paul Lynde
- Anne Meara
- Burgess Meredith
- James Millhollin
- Mary Ann Mobley
- Read Morgan
- Louisa Moritz
- Jerry Orbach
- Bernadette Peters
- Marge Redmond
- Charles Nelson Reilly
- Soupy Sales
- Madeleine Sherwood
- Robert F. Simon
- Jerry Stiller
- Frank Sutton
- Jerry Van Dyke
- Gary Vinson
- Carol Wayne
- JoAnne Worley
- Karen Valentine
- Tiny Tim

## Produzione
La serie fu prodotta da American Broadcasting Company e Paramount Television e Parker-Margolin Productions e girata a Santa Monica e a Los Angeles in California.

### Registi
Tra i registi della serie sono accreditati:
- Charles R. Rondeau (35 episodi, 1969-1973)
- Bruce Bilson (12 episodi, 1969-1971)
- Leslie H. Martinson (11 episodi, 1970-1973)
- Alan Rafkin (8 episodi, 1969-1973)
- Jerry London (8 episodi, 1972-1974)
- Richard Michaels (7 episodi, 1969-1973)
- James Sheldon (7 episodi, 1972-1973)
- Coby Ruskin (6 episodi, 1969-1972)
- William Wiard (6 episodi, 1971-1974)
- Gary Nelson (5 episodi, 1969-1972)
- Allen Baron (5 episodi, 1970-1973)
- Norman Abbott (5 episodi, 1972-1973)
- Oscar Rudolph (4 episodi, 1969-1973)
- Harry Falk (4 episodi, 1970)
- Jud Taylor (3 episodi, 1969)
- Peter Baldwin (3 episodi, 1971-1974)
- Joshua Shelley (3 episodi, 1973-1974)
- Danny Simon (3 episodi, 1973-1974)
- Terry Becker (2 episodi, 1970-1971)
- Ross Martin (2 episodi, 1971-1973)
- Hal Cooper (2 episodi, 1971)
- Richard Kinon (2 episodi, 1972-1974)
- Sam Strangis (2 episodi, 1972-1973)
- Joseph Barbera (2 episodi, 1972)
- William Hanna (2 episodi, 1972)
- Arnold Margolin (2 episodi, 1972)
- Howard Morris (2 episodi, 1972)
- Bill Hobin (2 episodi, 1973)
- Lee Philips (2 episodi, 1973)
- Hugh A. Robertson (2 episodi, 1973)
- Krishna Shah (2 episodi, 1973)
- Ezra Stone (2 episodi, 1973)
- George Tyne (2 episodi, 1973)

## Distribuzione
La serie fu trasmessa negli Stati Uniti dal 1969 al 1974 sulla rete televisiva ABC. 
In Italia è stata trasmessa con il titolo Love, American Style.

## Episodi
| Stagione         | Episodi | Prima TV USA | Prima TV Italia |
| ---------------- | ------- | ------------ | --------------- |
| Prima stagione   | 24      | 1969-1970    |                 |
| Seconda stagione | 24      | 1970-1971    |                 |
| Terza stagione   | 22      | 1971-1972    |                 |
| Quarta stagione  | 22      | 1972-1973    |                 |
| Quinta stagione  | 15      | 1973-1974    |                 |